# Ferdinand Ghesquière
Ferdinand (Fernand) Ghesquière (Oostende, 1 maart 1933 – aldaar, 1 maart 2021) was een Belgisch volksvertegenwoordiger en senator.

## Levensloop
Ghesquière was een zoon van Jaak Ghesquière en Marta Houquet. Hij trouwde met Marie-Thérèse De Vos en ze kregen vijf kinderen.
Hij volgde van 1945 tot 1949 middelbaar onderwijs aan het Onze-Lieve-Vrouwecollege in Oostende en volgde aan het Vormingsinstituut een opleiding als slager: in 1954 behaalde hij het diploma van geschoolde slager en in 1962 de diploma's grossier vlees en bereiding en spekslager-charcutier.
Hij was voor de CVP gemeenteraadslid van Oostende van 1989 tot 2000. In 1985 werd hij verkozen tot lid van de Kamer van volksvertegenwoordigers voor het arrondissement Veurne-Diksmuide-Oostende. Hij vervulde dit mandaat tot in 1987 en opnieuw van 1991 tot 1999. Van 1987 tot 1991 zetelde hij in de Senaat als provinciaal senator voor West-Vlaanderen.
In de periodes december 1985-december 1987 en januari 1992-mei 1995 had hij als gevolg van het toen bestaande dubbelmandaat ook zitting in de Vlaamse Raad. De Vlaamse Raad was vanaf 21 oktober 1980 de opvolger van de Cultuurraad voor de Nederlandse Cultuurgemeenschap, die op 7 december 1971 werd geïnstalleerd, en was de voorloper van het huidige Vlaams Parlement.  
Beroepshalve was hij medestichter en zaakvoerder van FAG Creative Foods.
Hij was verder rechter in sociale zaken bij de arbeidsrechtbank Brugge, lid van het dagelijks bestuur en raad van afgevaardigden van het NCMV Oostende, lid van de nationale raad van het NCMV, stichtend lid en lid van de raad van bestuur van Unizo Internationaal, lid van de nationale adviesraad van het KMO-centrum UFSAL Brussel, lid van het centraal bestuur van de Nationale Federatie der Fabrikanten van Vleeswaren en Vleesconserven, plaatsvervangend afgevaardigde bij de Raadgevende Interparlementaire Beneluxraad.
Bovendien was hij lid van de raad van bestuur van de Belgische Dienst voor de Buitenlandse Handel, ondervoorzitter van de Kamer voor Handel en Nijverheid Oostende, bureaulid van VOKA Oostende, lid van de raad van bestuur van het Vormingsinstituut West-Vlaanderen, medestichter en lid van de raad van bestuur van het bedrijvencentrum Oostende, stichtend lid en penningmeester van vzw Medios Oostende, stichtend lid en voorzitter van Rotary Club Oostende-Ter Streep, lid van de Orde van de Prince en consul van Oostenrijk.
Ghesquière overleed in 2021, net op zijn 88ste verjaardag.